# Bernard II de Combret
Bernard II de Combret ou Bernardus de Combreto est un évêque français du XIIIe siècle, ayant été chargé du diocèse d'Albi.

## Origines familiales
Hippolyte de Barrau, généalogiste et historien du Rouergue, mentionne dans ses travaux une famille de noblesse médiévale portant le patronyme de Combret. Cet auteur ne donne pas de filiation au-delà de l'Ancien Régime et ce patronyme ne figure pas dans les nobiliaires contemporains.
Le village de Combret est situé dans l'extrémité sud du département de l'Aveyron non loin du département du Tarn.

## Épiscopat d'Albi

### Conflit avec le roi
Bernard de Combret est nommé évêque d'Albi en 1254, le lendemain de la mort de son prédécesseur, Durand de Beaucaire. À cette date, la croisade des Albigeois, achevée depuis le traité de Paris en 1229, a vu échoir l'Albigeois au roi de France Louis IX. Les sénéchaux royaux grignotent régulièrement le pouvoir matériel de l'Église au profit de la couronne et s'aliènent le clergé occitan et la population.
L'évêque Bernard chasse d'Albi le bailli du roi avec l'aide le soutien de la population citadine. Pour obtenir un soutien pour la lutte qui s'annonce, il met son évêché sous la protection de l'archevêque de Bourges. Avec l'appui des vicomtes de Lautrec, il ravage les terres de l'abbaye Saint-Michel de Gaillac en 1259. Convoqué au tribunal du sénéchal de Carcassonne, le prélat refuse de s'y rendre. l'ost royal en Languedoc vient à Albi s'emparer du pouvoir temporel et soumettre la ville à une forte amende. L'évêque est contraint d'obtempérer et en 1264, un accord est passé : Bernard conserve la haute justice sur Albi, mais doit partager la moyenne justice et le fruit des biens confisqués aux hérétiques.

### Conflit avec Albi
Le pouvoir cédé au roi incite l'évêque à demander plus à ses ouailles, en rognant leurs prérogatives et en exigeant plus d'argent. Cette situation entraine un revirement de la population et des consuls qu'elle élit. Alliés de l'évêque, ils se tournent vers le roi et entrent en opposition frontale avec le prélat.

### Le bâtisseur
Bernard a hérité des chantiers en cours du palais de la Berbie et de la cathédrale romane. Ce dernier s'achève vers 1260, mais le projet de la Berbie est modifié et le chantier prolongé : là où Durand de Beaucaire voulait une résidence fonctionnelle et prestigieuse, Bernard de Combret clôt le palais épiscopal de remparts pour se mettre à l'abri des habitants de sa ville et prévoit de la place pour le tribunal de l'inquisition. La cité compte encore près de 10 % de croyants cathares parmi les plus instruits et le conflit avec le roi a retourné la population contre l'évêque.

## Sources et références
1. 1 2  Pour consulter la généalogie de cette famille consulter Hippolyte de Barrau, Documents historiques et généalogiques sur les familles et les hommes remarquables du Rouergue dans les temps anciens et modernes, tome 2, pages 53 à 73. Nous trouvons également un Bernard de Combret parmi les nobles du Rouergue en 1668 Extrait du catalogue des nobles du Rouergue en 1668, Bernard de Combret. La branche aînée s'est éteinte en ligne masculine au début du XIVe siècle, une autre branche a subsisté jusqu'à la fin du XVIe siècle avec Guion de Combret marié en 1574 avec Marie de Crussol d'Uzès et qui a eu deux filles Éléonore et Barbe qui vivait en 1604.
2. ↑  Compayré, Études historiques et documents inédits sur l'Albigeois, le Castrais et l'ancien diocèse de Lavaur, Imprimerie de Maurice Papailhiau, 1841, 570 p. (lire en ligne), p. 75 et 76.
3. 1 2  Henri Pradalier, Congrès archéologique de France. 140e session, Albigeois, 1982 : Le palais de la Berbie, Paris, Société Française d'Archéologie, 1985, 462 p., p. 127 à 129.